# خوزه دیاز (بازیکن فوتبال، زاده ۱۹۳۸)
خوزه دیاز (انگلیسی: José Díaz؛ زادهٔ ۲۰ آوریل ۱۹۳۸) بازیکن فوتبال اهل آرژانتین است.
از باشگاه‌هایی که در آن بازی کرده‌است می‌توان به باشگاه فوتبال لانوس اشاره کرد.